# Janusaurus lundi
Lo janusauro (Janusaurus lundi) è un rettile marino estinto, appartenente agli ittiosauri. Visse nel Giurassico superiore (Titoniano, circa 150 milioni di anni fa) e i suoi resti fossili sono stati ritrovati a Spitsbergen.

## Descrizione
Questo animale era un ittiosauro di medie dimensioni, e la lunghezza complessiva non doveva oltrepassare i 4 metri. Come tutti gli ittiosauri evoluti, Janusaurus possedeva un corpo idrodinamico con quattro arti simili a pagaie e una coda bilobata. Il cranio era dotato di un rostro moderatamente allungato e di grandi occhi. Janusaurus possedeva alcune caratteristiche uniche (autapomorfie): un asse stapediale estremamente gracile e stretto, la presenza di un contatto tra angolare e articolare, un'interclavicola con un forame ventrale, la lunghezza della scapola molto ridotta rispetto al coracoide e un processo anteriore dell'ilio. 
A differenza di animali simili, come Ophthalmosaurus e Aegirosaurus, questo animale possedeva un osso mascellare molto esposto lateralmente; il lacrimale contribuiva al margine posteriore della narice esterna, al contrario di altri ittiosauri simili come Cryopterygius e Athabascasaurus. Vi era inoltre una barra postorbitale stretta ed era assente l'osso squamoso (presente invece in Athabascasaurus e Aegirosaurus). La dentatura era costituita da denti estremamente gracili, mentre Cryopterygius e Brachypterygius possedevano denti robusti. L'omero possedeva tre faccette articolari distali (mentre in Nannopterygius erano due) e l'ulna era più grande del radio. Ischio e pube erano fusi, al contrario di Undorosaurus.

## Classificazione

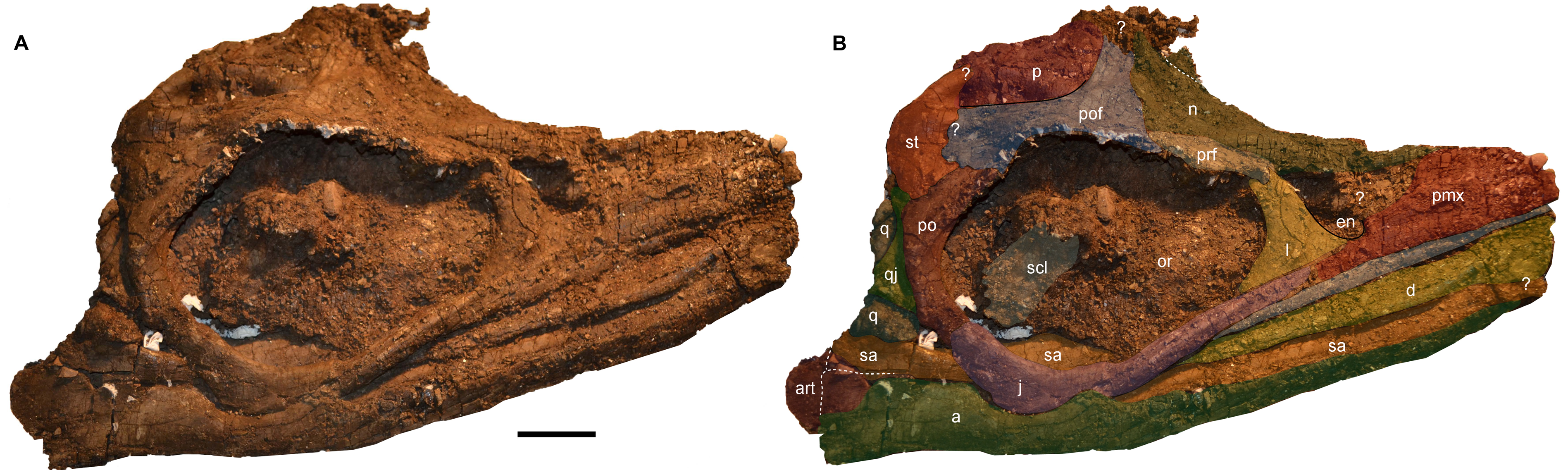
Cranio di Janusaurus e interpretazione dei singoli elementi

Janusaurus è stato descritto per la prima volta nel 2014, sulla base di uno scheletro incompleto (PMO 222.654) comprendente parte del cranio, varie vertebre cervicali, dorsali e caudali, un cinto pettorale quasi completo con la pinna sinistra, l'omero destro, parte di un cinto pelvico ed entrambi i femori. I fossili provengono dalla formazione Agardhfjellet nella zona di Janusfjellet, nell'isola di Spitsbergen nelle Svalbard (Norvegia). 
Janusaurus appartiene agli oftalmosauridi, un gruppo di ittiosauri specializzati tipici del Giurassico superiore e del Cretaceo. In particolare, Janusaurus sembrerebbe molto affine ad altri due ittiosauri ritrovati nella stessa formazione, sebbene in strati un po' più recenti: Cryopterygius (più recente di 3 milioni di anni) e Palvennia (più recente di 2 milioni di anni). Questi tre oftalmosaurini fanno parte di un clade che comprende anche il nordamericano Athabascasaurus e il sudamericano Mollesaurus (Roberts et al., 2014).